# Teodor Jachimowicz
Teodor Jachimowicz (ur. 15 marca 1800 w Bełżcu, zm. 14 kwietnia 1889 w Wiedniu) – polski malarz i dekorator teatralny.

## Życiorys
Był synem księdza greckokatolickiego. Po studiach w Wiedniu na Akademii Sztuk Pięknych poświęcił się tamże malarstwu teatralnemu w Teatrze na Leopoldstadt (1827–1836) w Teatrze na Josefstadt (1836–1851). W latach 1851–1870 pracował w Operze Dworskiej (Hofoper) w Wiedniu. 
Malował sceny rodzajowe i widoki, które wystawiał w Wiedniu. Malował też obrazy religijne np. Chrzest Chrystusa do kaplicy biskupiej w Przemyślu, ikonostas z 75 ikonami do greckokatolickiego klasztoru Zahla w Libanie i Jezus u Marii i Marty do kościoła św. Idziego w Gumpendorf w Wiedniu. Inne obrazy to: Szarża ułanów, Prefektura i katedra św. Piotra w Beauvais i Widok Niemirowa. W klasztorze pijarów w Wiedniu znajduje się Portret cesarza Ferdynanda I. 

## Galeria

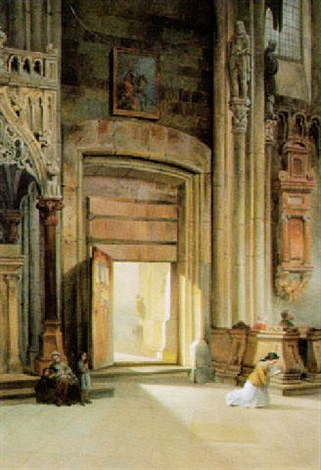
W kościele